# Девід Джевітт
| Відкриті планетойди : 39 | Відкриті планетойди : 39 |
| --- | ------------------------ |
| 10370 Гілонома[1] | 27.02.1995               |
| 15760 Альбіон[1] | 30.08.1992               |
| (15807) 1994 GV9[2] | 15.04.1994               |
| (15809) 1994 JS[1] | 11.05.1994               |
| (15820) 1994 TB[2] | 02.10.1994               |
| (15836) 1995 DA2[1] | 24.02.1995               |
| (15874) 1996 TL66[1][2][3] | 09.10.1996               |
| (15875) 1996 TP66[1][3] | 11.10.1996               |
| (15883) 1997 CR29[2][3] | 03.02.1997               |
| (19308) 1996 TO66[1][3] | 12.10.1996               |
| (20108) 1995 QZ9[2] | 29.08.1995               |
| (20161) 1996 TR66[1][2][3] | 08.10.1996               |
| (24952) 1997 QJ4[1][3][4] | 28.08.1997               |
| (24978) 1998 HJ151[1][3][5] | 28.04.1998               |
| (32929) 1995 QY9[2] | 31.08.1995               |
| (33001) 1997 CU29[1][2][3] | 06.02.1997               |
| (59358) 1999 CL158[1][3] | 11.02.1999               |
| 66652 Borasisi[1][3] | 08.09.1999               |
| (79360) 1997 CS29[1][2][3] | 03.02.1997               |
| (79969) 1999 CP133[1][3] | 11.02.1999               |
| (79978) 1999 CC158[1][3][6] | 15.02.1999               |
| (79983) 1999 DF9[1][3] | 20.02.1999               |
| (91554) 1999 RZ215[1][3] | 08.09.1999               |
| (118228) 1996 TQ66[1][2][3] | 08.10.1996               |
| (129746) 1999 CE119[1][3] | 10.02.1999               |
| (131695) 2001 XS254[6][7] | 09.12.2001               |
| (131696) 2001 XT254[6][7] | 09.12.2001               |
| (131697) 2001 XH255[6][7] | 11.12.2001               |
| (134568) 1999 RH215[1][3] | 07.09.1999               |
| (137294) 1999 RE215[1][3] | 07.09.1999               |
| (137295) 1999 RB216[1][3] | 08.09.1999               |
| (148112) 1999 RA216[1][3] | 08.09.1999               |
| (148975) 2001 XA255[6][7] | 09.12.2001               |
| (168700) 2000 GE147[3][6] | 02.04.2000               |
| (181708) 1993 FW[1] | 28.03.1993               |
| (181867) 1999 CV118[1][3] | 10.02.1999               |
| (181868) 1999 CG119[1][3] | 11.02.1999               |
| (181871) 1999 CO153[1][3] | 12.02.1999               |
| (181902) 1999 RD215[1][3] | 06.09.1999               |
| 1 разом з Джейн Лу 2 разом з Jun Chen 3 разом з Чедвіком Трухільйо 4 разом з K. Berney 5 разом з Джеймсом Толеном 6 разом з Скоттом Шеппардом 7 разом з Джейн Кліною |                          |

Девід Кліффорд Джевітт, або Девід Джуїтт (англ. David Clifford Jewitt, нар. 1958) — британсько-американський астроном, професор Інституту астрономії Гавайського університету. Сфера інтересів — Сонячна система, особливо її малі тіла. Працює в Каліфорнійському університеті в Лос-Анджелесі, де є членом Інституту геофізики та планетарної фізики, директором Інституту планет та екзопланет, професором астрономії на факультеті фізики та астрономії та професором астрономії на факультеті наук про Землю, планети та космос. Девід Джевітт найбільше відомий тим, що першим (разом із Джейн Лу) відкрив тіло за межами Плутона і Харона в поясі Койпера.

## Життєпис
Народився в 1958 році у Великій Британії. У 1979 році закінчив Лондонський університет. У 1980 році здобув ступінь магістра природних наук у Каліфорнійському технологічному інституті, а в 1983-му — науковий ступінь доктора філософії в галузі астрономії у тому ж інституті.
У сферу інтересів Девіда Джевітт входять вивчення транснептунового регіону Сонячної системи, історія формування Сонячної системи і фізичні властивості комет. Разом із Джейн Лу виявив перший об'єкт поясу Койпера в серпні 1992 року.